# Царино
Царино (болг. Царино) — село в Болгарии. Находится в Кырджалийской области, входит в общину Кирково. Население составляет 1 человек.

## Политическая ситуация
Царино подчиняется непосредственно общине и не имеет своего кмета.
Кмет (мэр) общины Кирково —  Шукран Кязим Идриз (Движение за права и свободы (ДПС)) по результатам выборов в правление общины.